# Toury-Lurcy
Toury-Lurcy település Franciaországban, Nièvre megyében. Lakosainak száma 406 fő (2022. január 1.). Toury-Lurcy Saint-Ennemond, Cossaye, Dornes, Lucenay-lès-Aix, Saint-Germain-Chassenay és Saint-Parize-en-Viry községekkel határos.

## Népesség
A település népessége az elmúlt években az alábbi módon változott:
| Lakosok száma | 422  | 418  | 429  | 430  | 423  | 416  | 409  | 407  | 406  |
|               | 2013 | 2015 | 2016 | 2017 | 2018 | 2019 | 2020 | 2021 | 2022 |